# (1620) Géographos
(1620) Géographos est un astéroïde Apollon et aréocroiseur découvert le 14 septembre 1951 à l'observatoire Palomar par Albert Wilson et Rudolph Minkowski.  Son nom signifie géographe et a été choisi en l'honneur de la National Geographic Society.
Géographos est un astéroïde aréocroiseur et un objet géocroiseur appartenant à la famille des astéroïdes Apollo. En 1994, lors du passage le plus proche de la Terre depuis deux siècles, une observation radar a été faite par le Deep Space Network à Goldstone en Californie. Les images obtenues montrent que Géographos est l'objet le plus allongé du système solaire : il mesure 5,1 km par 1,8 km.
Géographos est un astéroïde de type S, ce qui signifie qu'il est très réfléchissant et composé de nickel-fer mélangé à des silicates de fer et de magnésium.
Géographos devait être exploré par la mission américaine Clementine. Cependant le mauvais fonctionnement d'un propulseur interrompit la mission avant que la sonde n'ait pu approcher l'astéroïde.

## Rencontre avec la Terre
Sa distance minimale d'intersection de l'orbite terrestre est de 0,030933 ua soit 4 630 000 km.